# Dan Pita
Dan Pita (graphie roumaine Dan Pița) est un réalisateur roumain né le 11 octobre 1938 à Dorohoi.

## Biographie
Dan Pita - « un des réalisateurs roumains les plus renommés de l’ère communiste » et « des plus renommés de sa génération grâce à ses premiers films, souvent des adaptations de classiques de la littérature » - a obtenu le Lion d'argent à la Mostra de Venise en 1992 pour son film Hôtel de luxe.

## Filmographie
- 1973 : Les Noces de Pierre (coréalisateur : Mircea Veroiu)
- 1982 : Concurs
- 1992 : Hôtel de luxe
- 1994 : Pepe et Fifi
- 1997 : Moi Adam
- 1998 : L'Homme du jour
- 2014 : Kira Kiralina